# OpenImageIO
OpenImageIO — це бібліотека з відкритим вихідним кодом для читання та запису зображень. Підтримка різних форматів зображень здійснюється за допомогою плагінів. Проєкт розповсюджується за модифікованою ліцензією BSD.

## Історія
Проєкт OpenImageIO розпочинався як ImageIO — API, який був частиною Gelato, програми рендерингу, розробленої nVidia. Робота над ImageIO розпочалася у 2002 році. У тому ж році специфікація API та його заголовні файли було випущено під ліцензією BSD. У 2007 році, коли проєкт Gelato було зупинено, припинилася розробка ImageIO. Після цього Ларрі Гритц розпочав новий проєкт — OpenImageIO.
У квітні 2009 року OpenImageIO був прийнятий у програму Google Summer of Code із чотирма студентськими місцями.
У вересні 2009 року вийшов «Хмарно з шансом на фрикадельки», перший повнометражний художній фільм, у виробництві якого OpenImageIO, поряд з OpenShadingLanguage, був використаний як двигун текстурування.

## Програми
Бібліотека OpenImageIO репрезентується з декількома програмами, які демонструють її можливості:
- iconvert — перетворює файли зображень з одного формату в інший
- idiff — порівняти два зображення, роздрукувати інформацію про те, наскільки вони відрізняються
- iinfo — друкує основну (ширина і висота зображення та глибину кольору) або детальну (метадані) інформацію про дане зображення
- igrep — шукає зображення для відповідних метаданих
- iv — простий переглядач зображень
- maketx — інструмент генерації mipmap

## Підтримує формати
Станом на січень 2018 року бібліотека підтримує такі формати: OpenEXR, HDR/RGBE, TIFF, JPEG/JFIF, PNG, Truevision TGA, BMP, ICO, FITS, а також BMP, JPEG-2000, RMan Zfile, FITS, DDS, Softimage PIC, PNM, DPX, Cineon, IFF, Field3D, Ptex, Photoshop PSD, Wavefront RLA, SGI, WebP, GIF. Крім того, відеофайли підтримуються через FFmpeg, а необроблені формати камер через LibRaw.